# José Carlos de Macedo Soares
José Carlos de Macedo Soares ComC • GCC • GCSE (São Paulo, 6 de outubro de 1883 — São Paulo, 29 de janeiro de 1968) foi um jurista, historiador e político brasileiro.

## Biografia
Formado pela Faculdade de Direito da Universidade de São Paulo. Ocupou a Presidência do Centro Acadêmico XI de Agosto em 1905.
Participou do comitê organizador da Semana de Arte Moderna de 22, que aconteceu entre os dias 11 e 18 de fevereiro de 1922, no Teatro Municipal de São Paulo.
Foi presidente da Associação Comercial de São Paulo, e nesta condição foi indiciado, acusado de cooperar com os revolucionários da Revolução de 1924, tendo se exilado em Paris, onde escreveu o livro "Justiça", defendendo-se das acusações.
Foi interventor federal no estado de São Paulo, de 7 de novembro de 1945 a 14 de março de 1947.
Foi ministro da Justiça e de Negócios Interiores de Getúlio Vargas e Juscelino Kubitschek (interino), e ministro das Relações Exteriores de Nereu Ramos.
Foi membro da Academia Brasileira de Letras, quarto ocupante da cadeira 12.
Foi presidente do Instituto Nacional de Estatística, atual IBGE.
Foi membro da Academia Paulista de Letras, ocupou a cadeira 1.
Em 13 de fevereiro de 1924 participou da fundação do Rotary Club de São Paulo. 
A 8 de Março de 1924 foi feito Comendador da Ordem Militar de Cristo de Portugal, a 28 de Março de 1935 foi elevado a Grã-Cruz da mesma Ordem e a 21 de Janeiro de 1946 foi agraciado com a Grã-Cruz da Ordem Militar de Sant'Iago da Espada de Portugal.

## Publicações
Na década de 1920, publicou o livro "Escolas de Fachada" onde critica o ensino público em São Paulo. Em 1927, publicou o livro "A Política Financeira do Presidente Washington Luís", onde critica a reforma financeira feita por aquele presidente. Em 1928, em visita aos Estados Unidos, acompanhando as eleições, publicou o livro "As eleições presidenciais nos EUA", onde faz um histórico das eleições e da política americana.
Publicou também as obras: 
- Borracha, um Estudo Econômico e Estatístico, 1928,
- Deodoro, Rui e a Proclamação da República, 1940,
- Conceitos de Solidariedade Continental, 1956,
- O Brasil e a Sociedade das Nações, 1927,
- Fronteiras do Brasil no Regime Colonial, 1939,
- Santo António de Lisboa Militar no Brasil, 1942.

## Homenagens
Logradouros públicos homenageiam o ilustre brasileiro com seu nome em rua no bairro de Xaxim, em Curitiba; no bairro Jardim Bom Tempo, em Taboão da Serra; no bairro Santa Luzia em Taubaté e no bairro Jardim Santa Maria em Jacareí, existe ruas com o nome de Embaixador José Carlos de Macedo Soares.
Em Barretos, o Ginásio Vocacional recebeu seu nome, inicialmente se chamou EEPSG Embaixador Macedo Soares; hoje totalmente reconstruído: EE. Embaixador Macedo Soares. Em Campos do Jordão, o Fórum da Comarca é intitulado "Embaixador José Carlos de Macedo Soares".

## Vida pessoal
Foi casado com Mathilde Melchert da Fonseca, filha de Dona Escolástica Melchert da Fonseca, dona de terras que posteriormente seria conhecida como Vila Matilde.
|  |  |